# 洪石镇
洪石镇，是中华人民共和国陕西省安康市镇坪县一个已撤销的乡级行政区，2015年，陕西省民政厅批复同意撤销洪石镇，将其所辖行政区域划归曾家镇。